# Sông Đắk Kar
Sông Đắk Kar là một con sông đổ ra Đắk R'Keh. Sông Đắk Kar chảy qua các tỉnh Bình Phước, Đắk Nông 
Sông có chiều dài 30 km và diện tích lưu vực là 119 km².
Sông Đắk Kar bắt nguồn từ các suối ở xã Kiến Thành, Đắk R'lấp 11°57′32″B 107°29′53″Đ / 11,958841°B 107,498161°Đ, chảy về hướng tây nam và đổ vào Đắk R'Keh ở xã Đăk Sin huyện Đắk R'lấp tỉnh Đắk Nông .

## Thủy điện
Thủy điện Đăk Kar có công suất lắp máy 12 MW (điều chỉnh 2014), năm 2017 đã hoạt động. 11°50′45″B 107°25′22″Đ / 11,84597°B 107,422889°Đ

## Chỉ dẫn
1. ↑  Trong tiếng các dân tộc thuộc nhóm ngôn ngữ Môn-Khmer ở Tây Nguyên và trong tiếng Việt cổ (trước thế kỷ 16, xem Chữ Nôm) thì đăk đã có nghĩa là nước, sông, suối, còn krông nghĩa là sông.